# María Vasco
María Vasco, née le 26 décembre 1975 à Viladecans (province de Barcelone), est une athlète espagnole, spécialiste de marche. Elle mesure 1,56 m pour 44 kg, son club est l’A.E Blanc i Blau et son entraîneur Rafael Sánchez.  Elle s’entraîne pour la première fois à Viladecans, ville où elle habite. 

## Biographie
Maria Vasco commence à pratiquer l’athlétisme très jeune.  En 1985, à l’âge de 10 ans, elle joint le Club Atletismo Viladecans où elle est entraînée par Manolo Díaz en premier lieu et par Don Marcos ensuite.  Avec des référents comme Reyes Sobrino et Mari Cruz Diaz, aussi femmes athlètes qui s’entrainent dans le même club et qui habitent dans la même ville, et aussi l’exemple de Valentí Massana, Maria voit  les possibilités de devenir une marcheuse professionnelle.
Cette jeune athlète commence à participer à des compétitions et gagne plusieurs championnats espagnols de son âge.  Elle pratique toujours la marche athlétique et ne voit jamais de pénalisations parce qu’elle a toujours une bonne technique naturelle. En 1992 Maria devient la championne Espagnole junior  de 5 kilomètres marche.  Les années suivantes, en 1993 et 1994 elle gagne encore le même championnat.
À l’âge de 19 ans, l’athlète participe à ses premiers Championnats du Monde, ceux de Göteborg 1995.  L’année suivante elle gagne pour la première fois le championnat espagnol de 10 kilomètres marche.  Encore en 1996, elle se présente aux Jeux olympiques d'Atlanta où elle obtient la vingt-huitième position.
Deux années plus tard, Maria obtient son meilleur résultat international avec une cinquième position aux Championnats Européens de Budapest.  
L’athlète espagnole gagne sa première médaille olympique aux Jeux Olympiques de Sydney en 2000 où elle gagne la médaille de bronze en finissant troisième, après Wang Liping, de nationalité Chinoise et Kjersti Plätzer, de nationalité norvégienne.  Maria devient avec cette médaille la première femme espagnole à gagner une médaille aux jeux olympiques en athlétisme.  Cette médaille est aussi la seule gagnée par des Espagnols aux jeux de Sidney dans ce sport.
En 2004 la médaillée olympique obtient un autre succès avec sa troisième position aux 20 kilomètres à la Coupe Mondiale de marche à Naumburg (Allemagne).  Encore en 2004, elle participe aux Jeux Olympiques d’Athènes où elle ne réussit pas à conserver sa médaille, bien qu’elle finisse en septième position.
Au Championnat du Monde d’Helsinki en 2005, l’athlète espagnole est dépassée dans les derniers mètres par Susana Feitor, de nationalité portugaise et elle finit quatrième.  Deux années plus tard, Maria doit supporter la mort de son père, et malgré cette adversité, au Championnat du Monde d’Osaka, elle obtient une médaille de bronze aux 20 kilomètres  marche.
En 2008, aux  Jeux Olympiques de Pékin, la jeune athlète finit cinquième aux 20 kilomètres de marche.  L’année suivante elle obtient la médaille d’or à la VIIIe Coupe d’Europe de marche qui a eu lieu à Metz, France.  
Au niveau Espagnol, Maria détient le record de 5, 10 et 20 kilomètres route et aussi ce 3000, 5000 et 10 000 mètres marche sur piste.

## Coupe Mondiale de marche àPékin1995 –26eaux10kmmarche (45.40)
- Championnats du Monde de Göteborg 1995 – 26e aux 10 km marche (45.05)
- Jeux olympiques d'Atlanta 1996 – 28e aux 10 km marche (46.09)
- Championnats Européens de Budapest 1998 - 5e aux 10 km marche (43.02)
- Jeux Olympiques de Sydney 2000  - 3e aux 20 km marche (1.30.23)
- Coupe Mondiale de marche à Turin 2002 – 8e aux 20 km marche (1.30.57)
- Coupe Mondiale de marche à Naumburg 2004- 3e aux 20 km marche (1.27.36)
- Jeux Olympiques d’Athènes 2004 - 7e aux 20 km marche (1.30.06)
- Championnat du Monde d’Helsinki 2005 – 4e aux 20 km marche (1.28.51)
- Championnat du Monde d’Osaka 2007– 3e aux 20 km marche (1:30,47)
- Coupe d’Europe de Metz en 2009- médaille d’or

## Meilleure performance
- 10 km marche : 43 min 02 	 5 	EC	Budapest 20 août 1998
- 20 km marche : 1 h 27 min 36 (NR) 	 3 	WCp	Naumburg 2 mai 2004